# Floorball-Bundesliga 2023/24 (Frauen)
Die Floorball-Bundesliga 2023/24 der Damen war die 30. Spielzeit um die deutsche Floorball-Meisterschaft auf dem Großfeld der Damen. Die Saison begann am 9. September 2023 und die Hauptrunde endete am 3. März 2024.
Als Titelverteidiger gingen in die Dümptener Füchse in die Saison und konnten diesen wieder erlangen. Die Red Devils Wernigerode und der FC Stern München zogen sich freiwillig in die neue 2. Bundesliga zurück. Der Meister der Regionalliga Süd/West 2022/23, die TSG Erlensee, stieg auf. Die Liga bestand somit aus acht Mannschaften. 

## Teilnehmende Mannschaften
Folgende Mannschaften nahmen an der Saison 2023/24 teil:
- Dümptener Füchse (Meister, Pokalsieger, Vorrundenerster)
- MFBC Leipzig/Grimma
- ETV Lady Piranhhas Hamburg
- UHC Sparkasse Weißenfels
- SSF Dragons Bonn
- FloorballBB United
- TV Eiche Horn Bremen
- TSG Erlensee (Aufsteiger)

## Modus
In der Vorrunde spielt jedes Team jeweils zweimal (Hin- und Rückspiel) gegen jedes andere.
Die besten sechs Mannschaften nehmen an den Play-offs teil. Die Viertelfinals, die Halbfinals und das Finale der Playoffs finden im Modus Best-of-Three statt. Die besser platzierten Teams der Vorrunde haben in den Spielen 2 und 3 Heimrecht, die schlechter platzierten Teams der Vorrunde in Spiel 1. Das Spiel um Platz 3 wird im Modus Best-of-One ausgetragen – das besser platzierte Team der Vorrunde hat Heimrecht.
Dadurch spielen zunächst der 3. gegen den 6. und der 4. gegen den 5. gegeneinander. Zum Halbfinale kommen dann die beiden bestplatzierten Teams der Vorrunde hinzu. Das erste bestreiten das bestplatzierte Team der Vorrunde und der Viertelfinalsieger mit der schlechtesten Platzierung der Vorrunde. Das Halbfinale II bestreiten das zweitplatzierte Team der Vorrunde und der verbleibende Viertelfinalsieger. Die Verlierer des Halbfinals spielen in einem Spiel den 3. Platz aus. Die beiden Gewinner ermitteln dann in der Final-Serie den Deutschen Floorball-Meister.
Die Play-downs bestreiten Platz 7 der Vorrunde gegen Platz 8 der Vorrunde. Der Verlierer steigt direkt in die 2. FBL Damen ab. Gibt es kein aufstiegswilliges und aufstiegsberechtigtes Team, so entfallen diese Spiele und alle an den Play-downs teilnehmenden Teams sind berechtigt, in der 1. FBL Damen zu verbleiben. Der Sieger der Play-downs spielt gegen das zweitbestplatzierte aufstiegswillige und aufstiegsberechtigte Team der 2. FBL Damen in der Relegation. Gibt es kein oder nur ein aufstiegsberechtigtes Team, so entfallen diese Spiele.

## Hauptrunde
| Pl. | Verein                     | Sp. | S  | U | N  | SDS | SDN | Tore    | Diff. | Pkt. |
| --- | -------------------------- | --- | -- | - | -- | --- | --- | ------- | ----- | ---- |
| 1.  | ETV Lady Piranhhas Hamburg | 14  | 12 | 0 | 1  | 0   | 1   | 127:260 | +101  | 37   |
| 2.  | UHC Sparkasse Weißenfels 1 | 14  | 13 | 0 | 1  | 0   | 0   | 123:360 | +87   | 36   |
| 3.  | Dümptener Füchse (M, P, V) | 14  | 9  | 0 | 4  | 1   | 0   | 125:490 | +76   | 29   |
| 4.  | MFBC Leipzig/Grimma        | 14  | 9  | 0 | 5  | 0   | 0   | 99:42   | +57   | 27   |
| 5.  | SSF Dragons Bonn           | 14  | 5  | 0 | 8  | 1   | 0   | 65:73   | −8    | 17   |
| 6.  | FloorballBB United         | 14  | 3  | 0 | 11 | 0   | 0   | 041:116 | −75   | 9    |
| 7.  | TSG Erlensee (N)           | 14  | 2  | 0 | 11 | 0   | 1   | 030:109 | −79   | 7    |
| 8.  | TV Eiche Horn Bremen R     | 14  | 1  | 0 | 13 | 0   | 0   | 020:179 | −159  | 3    |

(M) – Meister, Titelverteidiger 2022/23

(P) – Pokalsieger 2022/23

(V) – Vorrundenerster 2022/23

(N) – Neuzugang, Aufsteiger aus der Regionalliga Süd-West 2022/23

## Play-offs
|  | Viertelfinale | Viertelfinale       | Viertelfinale | Viertelfinale | Viertelfinale |  |  | Halbfinale | Halbfinale                 | Halbfinale | Halbfinale | Halbfinale |   |                            | Finale           | Finale | Finale | Finale | Finale | Finale | Finale |
|  |               |                     |               |               |               |  |  |            |                            |            |            |            |   |                            |                  |        |        |        |        |        |        |
|  |               |                     |               |               |               |  |  | 1          | ETV Lady Piranhhas Hamburg | 4          | 4          | 4          |   |                            |                  |        |        |        |        |        |        |
|  | 4             | MFBC Leipzig/Grimma | 4             | 7             | –             |  |  | 4          | MFBC Leipzig/Grimma        | 6          | 2          | 3          |   |                            |                  |        |        |        |        |        |        |
|  | 5             | SSF Dragons Bonn    | 2             | 2             | –             |  |  |            |                            |            |            |            | 1 | ETV Lady Piranhhas Hamburg | 4                | 3      | –      | x      | x      |        |        |
|  |               |                     |               |               |               |  |  |            |                            |            |            |            |   | 3                          | Dümptener Füchse | 6      | 5      | –      | x      | x      |        |
|  |               |                     |               |               |               |  |  | 2          | UHC Sparkasse Weißenfels   | 4          | 4          | –          |   |                            |                  |        |        |        |        |        |        |
|  | 6             | FloorballBB United  | 1             | 2             | –             |  |  | 3          | Dümptener Füchse           | 5PS        | 7          | –          |   |                            |                  |        |        |        |        |        |        |
|  | 3 2           | Dümptener Füchse    | 13            | 8             | –             |  |  |            |                            |            |            |            |   |                            |                  |        |        |        |        |        |        |

V Sieg in der Overtime

PS Sieg nach dem Penalty-Shoutout

### Viertelfinale
Viertelfinale 1
| 16. März 2024 19:00 Uhr |  | SSF Dragons Bonn | 2:4 (0:2, 0:1, 2:1) Spielbericht | MFBC Leipzig/Grimma | Sportpark Nord, Bonn Zuschauer: 100 |

| 23. März 2024 13:00 Uhr |  | MFBC Leipzig/Grimma | 7:2 (3:0, 1:1, 3:1) Spielbericht | SSF Dragons Bonn | Brüderstraße, Leipzig Zuschauer: 74 |

| 24. März 2024 16:00 Uhr |  | MFBC Leipzig/Grimma | – hat nicht stattgefunden | SSF Dragons Bonn | Dreifeld Sporthalle, Schkeuditz |

Viertelfinale 2
| 16. März 2024 13:30 Uhr |  | Dümptener Füchse | 13:1 (4:0, 5:0, 4:1) Spielbericht | FloorballBB United | Sporthalle Holzstraße, Mülheim an der Ruhr Zuschauer: 75 |

| 23. März 2024 13:00 Uhr |  | FloorballBB United | 2:8 (1:1, 1:4, 0:3) Spielbericht | Dümptener Füchse | Sporthalle Havelland-Grundschule, Berlin Zuschauer: 54 |

| 24. März 2024 14:30 Uhr |  | FloorballBB United | – hat nicht stattgefunden | Dümptener Füchse | Sporthalle Havelland-Grundschule, Berlin |

### Halbfinale
Halbfinale 1
| 30. März 2024 13:00 Uhr |  | MFBC Leipzig/Grimma | 6:4 (1:0, 3:4, 2:0) Spielbericht | ETV Lady Piranhhas Hamburg | Brüderstraße, Leipzig Zuschauer: 125 |

| 6. April 2024 14:00 Uhr |  | ETV Lady Piranhhas Hamburg | 4:2 (1:1, 0:0, 3:1) Spielbericht | MFBC Leipzig/Grimma | Sporthalle Hoheluft, Hamburg Zuschauer: 145 |

| 7. April 2024 13:00 Uhr |  | ETV Lady Piranhhas Hamburg | 4:3 (1:1, 2:1, 1:1) Spielbericht | MFBC Leipzig/Grimma | Sporthalle Hoheluft, Hamburg Zuschauer: 156 |

Halbfinale 2
| 30. März 2024 14:30 Uhr |  | Dümptener Füchse | 5:4 n. PS. (1:2, 2:1, 1:1, 0:0, 1:0) Spielbericht | UHC Sparkasse Weißenfels | Sporthalle Holzstraße, Mülheim an der Ruhr Zuschauer: 54 |

| 6. April 2024 15:00 Uhr |  | UHC Sparkasse Weißenfels | 4:7 (4:4, 0:1, 0:2) Spielbericht | Dümptener Füchse | Stadthalle Weißenfels, Weißenfels Zuschauer: 135 |

| 7. April 2024 13:00 Uhr |  | UHC Sparkasse Weißenfels | – hat nicht stattgefunden | Dümptener Füchse | Stadthalle Weißenfels, Weißenfels |

### Spiel um Platz 3
| 13. April 2024 18:00 Uhr |  | UHC Sparkasse Weißenfels | 2:3 n. V. (0:1, 0:0, 2:1, 0:1) Spielbericht | MFBC Leipzig/Grimma | Sporthalle West, Weißenfels Zuschauer: 179 |

### Finale
| 13. April 2024 15:30 Uhr |  | Dümptener Füchse | 6:4 (3:0, 1:1, 2:3) Spielbericht | ETV Lady Piranhhas Hamburg | Sporthalle Holzstraße, Mülheim an der Ruhr Zuschauer: 165 |

| 20. April 2024 13:00 Uhr |  | ETV Lady Piranhhas Hamburg | 3:5 (0:2, 1:3, 2:0) Spielbericht | Dümptener Füchse | Sporthalle Hoheluft, Hamburg Zuschauer: 248 |

| 21. April 2024 13:00 Uhr |  | ETV Lady Piranhhas Hamburg | – hat nicht stattgefunden | Dümptener Füchse | Sporthalle Hoheluft, Hamburg |